# Jane Withers

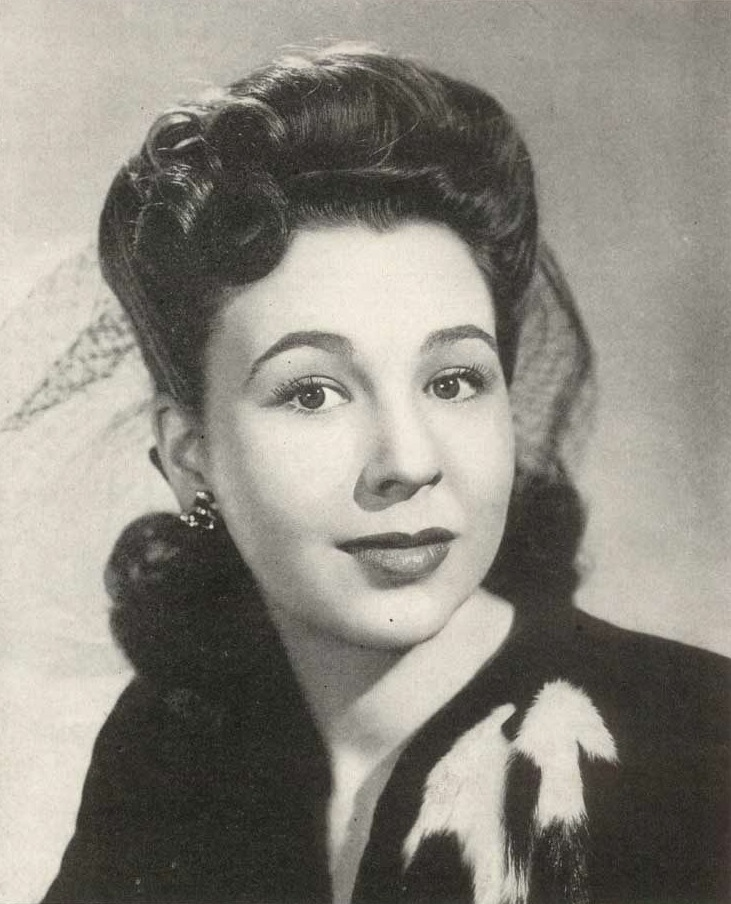
Jane Withers i april 1944.

Jane Withers, född 12 april 1926 i Atlanta, Georgia, död 7 augusti 2021 i Burbank, Kalifornien, var en amerikansk skådespelare. Hon var barnskådespelare i Hollywoodfilmer under 1930-talet och 1940-talet.
Hon har en stjärna på Hollywood Walk of Fame.

## Filmografi, urval
- 1934 – Flygets lilla fästmö
- 1935 – Mot lyckans hamn
- 1936 – Pepper
- 1936 – Paddy O'Day
- 1944 – My Best Gal
- 1956 – Jätten
- 1963 – Osynlig fiende